# Pontonides maldivensis
Pontonides maldivensis är en kräftdjursart som först beskrevs av Lancelot Alexander Borradaile 1915.  Pontonides maldivensis ingår i släktet Pontonides och familjen Palaemonidae. Inga underarter finns listade i Catalogue of Life.